# Лукаш Сергій Митрофанович
Сергій Митрофанович Лукаш (нар. 28 вересня 1963) — радянський та український футболіст, захисник.

## Життєпис
Вихованець клубу «Дніпро-75». Дорослу футбольну кар'єру розпочав у 1983 році в аматорському клубі «Зірка» (Лубни). У 1984 році перейшов до складу черкаського «Дніпра», в складі якого дебютував у Другій союзній лізі. Того сезону зіграв 15 матчів у чемпіонаті. В 1984 році перейшов до складу ще аматорського клубу «Ворскла». У 1987 році полтавчани дебютували в Другій лізі чемпіонату СРСР, частиною тієї команди був і Сергій Лукаш. Після розвалу СРСР продовжив виступи в складі полтавської «Ворскли». У кубку України дебютував 16 лютого 1992 року в переможному (1:0) домашньому поєдинку 1/32 фіналу проти чернігівської «Десни». Сергій вийшов у стартовому складі та відіграв увесь матч, а на 75-й хвилині відзначився єдиним та переможним для полтавчан голом (реалізував пенальті). У Першій лізі чемпіонату України дебютував 14 березня 1992 року в програному (0:3) виїзному поєдинку 1-го туру підгрупи 2 проти нікопольського «Металурга». Лукаш вийшов у стартовому складі з капітанською пов'язкою та відіграв увесь матч, а на 83-й хвилині отримав жовту картку. Протягом свого перебування в полтавському клубі в чемпіонатах СРСР/України зіграв 186 матчів та відзначився 16-ма голами, у кубку України провів 2 поєдинки (1 гол).
У 1992 році перейшов до складу кременчуцького «Кременя», який виступав у Вищій лізі чемпіонату України. У «вишці» дебютував 16 серпня 1992 року в програному (0:5) виїзному поєдинку 1-го туру проти київського «Динамо». Сергій вийшов у стартовому складі, а на 74-й хвилині його замінив Ігор Макогон. Дебютним голом за «Кремінь» у чемпіонаті України відзначився 28 травня 1995 року на 25-й хвилині переможного (3:2) виїзного поєдинку 27-го туру проти рівненського «Вереса». Сергій вийшов на поле в стартовому складі та відіграв увесь поєдинок. Кольори «Кременя» захищав до 1997 року. За цей час у чемпіонаті України зіграв 137 матчів та відзначився 11-ма голами, ще 19 матчів (1 гол) провів у кубку України.
У 1997 році перейшов до «Електрона» з міста Ромни, який виступав у Другій лізі чемпіонату України. Дебютував за команду 31 липня 1997 року в переможному (2:0) виїзному поєдинку 1-го туру групи В проти харківського «Металіста-2». Лукаш вийшов у стартовому складі та відіграв увесь матч. Дебютним голом у футболці клубу з Ромнів відзначився 10 серпня 1997 року в програному (1:5) виїзному поєдинку 3-го туру групи В другої ліги чемпіонату України проти донецького «Металурга-2». Сергій вийшов у стартовому складі та відіграв увесь матч, а на 86-й хвилині отримав жовту картку. Протягом свого перебування в «Електроні» в другій лізі зіграв 36 матчів та відзначився 6-ма голами, ще 4 поєдинки (1 гол) провів у кубку України. У 1999 році завершив кар'єру футболіста.